# Heiner Mora
Heiner Mora Mora (Hatillo, San José, Costa Rica, 20 de junio de 1984) es un exfutbolista costarricense que jugó como  lateral derecho.

## Trayectoria

### Santos de Guápiles
A pesar de competir como lateral, es un jugador de marcado carácter ofensivo, y en ocasiones actúa como interior derecho. Mora debutó de manera oficial en la Liga costarricense en la temporada 2003-04 con el Santos de Guápiles, específicamente el 3 de diciembre en el juego frente a Alajuelense en el Estadio Morera Soto. Bajo las órdenes del entrenador Victorino Quesada, Heiner apareció en la alineación titular y salió expulsado al minuto 87', al igual que a su compañero Eliécer Delgado, mientras que el resultado terminó empatado a un tanto. El 13 de diciembre marcó el primer gol de su carrera, en la visita al Estadio Nacional contra Santa Bárbara. La consecución de su anotación significó la ventaja transitoria de su grupo al minuto 4', sin embargo el marcador demostró la igualdad 2-2 al cierre del tiempo regular. El jugador finalizó el torneo con veintinueve apariciones en total.
Para la temporada 2004-05, el defensor obtuvo una regularidad de 24 compromisos, en los que logró un tanto. Los santistas no avanzaron a la zona de clasificación de los torneos de Apertura y Clausura.
En el tiempo comprendido entre 2005 y 2006, el futbolista vio acción por 19 encuentros, de los cuales no alcanzó anotaciones. Finalmente, su último campeonato fue el 2006-07, donde estuvo por 24 partidos con un gol concretado.
A mediados de 2007, Heiner pidió al Santos que le dejara marchar y crecer como jugador. Luego firmó con el Brujas Fútbol Club y, en el día de su adiós, Mora agradeció públicamente la confianza que depositó en los entrenadores que pasaron por el equipo, además de los compañeros que compartió en el camerino.

### Brujas F.C.
El 18 de julio de 2007, Mora fue presentado oficialmente como nuevo jugador del Brujas, bajo la dirección técnica del debutante Mauricio Wright. El lateral y otros compañeros como Carlos Díaz, Víctor Bolívar, Berny Wright, Alberto Jiménez, Berny Peña, Kraesher Mooke, Saúl Phillips, Géiner Segura, Daniel Jiménez, Alejandro Sequeira y Johnny Woodly fueron los que firmaron con los hechiceros al mismo tiempo. En el Campeonato de Invierno, Heiner solamente disputó dos compromisos, y su conjunto avanzó a los cuartos de final. En esta serie, su equipo se sobrepuso a Carmelita tras la derrota de 1-0 en la ida, ganando la vuelta con el resultado agregado de 1-2. Sin embargo, la pérdida de 0-1 ante el Herediano en semifinales, dejó a su grupo sin la posibilidad de optar por el título.

### C.F. Universidad de Costa Rica
El deportista firmó con la Universidad de Costa Rica a partir del Campeonato de Verano 2008. Se convirtió en un referente en la defensa universitaria y se consagró como el lateral derecho titular del cuadro académico. Fue especialmente conocido por sus incorporaciones al ataque, su velocidad, y su capacidad de dar asistencias. En total contabilizó 16 juegos realizados, mientras que su equipo clasificó a la segunda ronda de la competencia tras acabar en el tercer puesto del grupo A, con 22 puntos. En los cuartos de final enfrentó al Brujas; perdiendo los cotejos de ida y vuelta con marcadores de 3-2 y 1-0, respectivamente.
Participó un torneo más con los de la U, el cual fue el Campeonato de Invierno 2008. Estuvo en 12 partidos de 16 disponibles, y en esta ocasión su grupo no avanzó a los cuartos de final, después de haber obtenido el quinto lugar del grupo B. Además, anotó un gol.

### A.D. Barrio México
Heiner Mora firmó con la Asociación Deportiva Barrio México para hacer frente al Torneo de Clausura 2009, de la Segunda División costarricense. Mediante la dirección técnica de Róger Flores, su equipo se abrió espacio en las diferentes etapas hasta llegar a la final. En esta definición contra Grecia, el futbolista fue titular 73 minutos y fue reemplazado por Freddy Gutiérrez. El marcador acabó empatado a cuatro tantos, por lo que la serie se obligó a los lanzamientos desde el punto de penal, la cual ganó su equipo con cifras de 5-3. De esta manera se adjudicó campeón y disputó la final por el ascenso ante el Santos de Guápiles, sin embargo la perdió.

### Brujas F.C.
El defensor regresó a la máxima categoría y fichó de nuevo con el Brujas Fútbol Club. En el Campeonato de Invierno 2009, logró 21 apariciones y marcó un gol. Por otra parte, su conjunto avanzó a la siguiente fase tras concluir en el segundo puesto del grupo B. En los cuartos de final, su equipo venció al entonces campeón Liberia, con marcadores de 2-1 y 3-1 en la ida y vuelta, respectivamente. Luego fue partícipe de la victoria sobre el Pérez Zeledón en las semifinales hasta llegar a la última instancia. Las finales fueron ante el Puntarenas, cuyo resultado global terminó en empate. Los penales fueron requeridos y su club obtuvo el triunfo de 5-4, proclamándose campeón por primera vez en su historia.
En contraste con lo acontecido en la competencia anterior, su grupo esta vez quedó en el último lugar del grupo B, con 13 puntos. Heiner, por su parte, vio acción por 14 compromisos del Campeonato de Verano 2010, y alcanzó un tanto.
Para el Campeonato de Invierno 2010, la situación cambiaría para los hechiceros luego de clasificar a la segunda ronda. No obstante, la derrota en cuartos de final frente al Cartaginés, dejó sin posibilidades a su conjunto de acercarse a la instancia decisiva. El lateral fue parte de 11 juegos y un gol.
En el Campeonato de Verano 2011, Mora solo tuvo un partido disputado y se marchó del club para firmar con el Santos de Guápiles.

### Santos de Guápiles
Después de su traspaso, Heiner mostró regularidad al asegurarse un puesto durante 11 cotejos. Al término de la fase de grupos, su conjunto logró avanzar a la siguiente ronda, y enfrentó al Deportivo Saprissa en los cuartos de final. Las cifras globales de 3-2 dejaron a su equipo eliminado.

### Deportivo Saprissa
El 28 de julio de 2011, el Deportivo Saprissa y el Santos llegaron a un acuerdo para hacerse con los servicios del jugador, siendo cedido en condición de préstamo. Su debut como saprissista se llevó a cabo el 4 de agosto, por la segunda jornada del Campeonato de Invierno contra Alajuelense. Mora fue titular los 90 minutos en el empate de 1-1. En total contabilizó 12 juegos y su equipo se clasificó a la siguiente ronda, esto después de alcanzar el tercer puesto con 35 puntos. En las semifinales, los morados hicieron frente a los rojinegros, perdiendo 0-1 en la ida y empatando 2-2 en la vuelta, para quedar eliminados. Una vez finalizado el torneo, el deportista regresó al Santos, dueño de su ficha.

### Hønefoss BK
Luego de constantes rumores acerca de una posible venta de Heiner al fútbol estadounidense, el 4 de enero de 2012 se confirmó oficialmente el traspaso al Hønefoss BK, de la Tippeligaen en Noruega. Su inicio se realizó el 23 de marzo en la igualdad de 0-0 ante el Lillestrøm SK. En toda la temporada sumó 26 compromisos, anotó dos goles y dio cuatro asistencias. Su conjunto quedó en el noveno puesto de la clasificación con 39 puntos.
Su participación en la Tippeligaen 2013 se vio afectada drásticamente, limitando su cantidad de presencias a ocho, con un gol y tres asistencias. La razón de sus ausencias se debió a la fuerte depresión y al síndrome de «Burnout» o del «trabajador desgastado», esto por la lejanía con respecto a su familia y a la no comprensión con sus compañeros a causa de las barreras lingüísticas. Debido a estas situaciones, conversó con los dirigentes del club para negociar su salida, la cual se concretó. Posteriormente regresó a Costa Rica y fue fichado por Belén.

### Belén F.C.
El lateral derecho permaneció varias semanas sin jugar porque no tenía la autorización para realizarlo. Una vez habilitado, debutó como belemita el 2 de octubre en la fecha 12 del Campeonato de Invierno 2013, frente a Puntarenas. En esa oportunidad tuvo 45 minutos de participación en la victoria de 3-0. El 17 de noviembre salió expulsado en el compromiso ante el Deportivo Saprissa, tras una gresca con Kendall Waston. El empate a un tanto prevaleció hasta el final. Heiner estuvo en total por 10 cotejos y consiguió tres goles. Por otro lado, su conjunto quedó de último lugar con 17 puntos.

### Deportivo Saprissa
El 20 de diciembre de 2013, el Deportivo Saprissa emitió un comunicado de prensa oficializando el traspaso de Mora, firmándolo por un periodo de 3 años y medio. La primera jornada del Campeonato de Verano 2014 se realizó el 12 de enero en el Estadio Ricardo Saprissa, donde su equipo tuvo como rival a Pérez Zeledón. El defensa no participó por suspensión de tarjeta roja en la pérdida de 1-2. Los morados posteriormente fueron encontrando resultados positivos hasta obtener el primer lugar de la clasificación. En las semifinales su club hizo frente a la Universidad de Costa Rica; la ida culminó en empate de 2-2 y la vuelta en victoria de 2-0, avanzando a la última instancia. El 5 de mayo fue la final de ida contra Alajuelense en el Estadio Morera Soto. Heiner fue titular en la igualdad sin goles. Cinco días después fue la vuelta en condición de local; el único tanto de su compañero Hansell Arauz dio el título «30» a la institución saprissista. Por otro lado, el lateral apareció en 16 oportunidades y marcó un tanto.
En la edición de 2014 del Torneo de Copa, su equipo superó a los adversarios de Cariari, Santos de Guápiles y Limón por el grupo A, consolidando el liderato y a su vez avanzando a la siguiente etapa. Las semifinales fueron contra el Herediano y los empates a un tanto en visita recíproca llevaron la serie a los lanzamientos desde el punto de penal. Su equipo triunfó con cifras de 5-6. La final fue el 10 de agosto en el Estadio Nacional frente al Cartaginés. La ventaja momentánea de dos goles conseguida, mediante sus compañeros Ariel Rodríguez y David Ramírez, no fue bien aprovechada, provocando que el rival diera vuelta el resultado para el 3-2 definitivo. Con esto su club quedó subcampeón de la competición.
El 17 de agosto se desarrolló la jornada inaugural del Campeonato de Invierno 2014, en la que el Saprissa hizo frente al nuevo ascendido AS Puma Generaleña en el Estadio Nacional. Mora no fue convocado, y el resultado concluyó en victoria de 4-2. Paralelamente su equipo también tuvo la competencia de la Concacaf Liga de Campeones, compartiendo la fase de grupos con el Real Estelí de Nicaragua y el Sporting Kansas City de Estados Unidos. El empate de 1-1 y la victoria de 3-0 sobre los nicaragüenses, acercaron a su conjunto a una posible segunda ronda. Sin embargo, la derrota de 3-1 en territorio norteamericano y algunos resultados negativos repercutieron en la rescisión del contrato del entrenador Ronald González. A partir del 30 de septiembre, el gerente deportivo Jeaustin Campos asumió el cargo de técnico. En la última jornada del torneo de la confederación, su grupo logró derrotar al Kansas con marcador de 2-0, con un gol del defensa, para sellar un cupo en la etapa de eliminación. En el campeonato nacional, Heiner tuvo 21 apariciones y alcanzó cuatro goles. Por otra parte, su club llegó de cuarto lugar con 41 puntos a la instancia definitoria por el título. En la semifinal de ida, el Saprissa enfrentó a Alajuelense que estableció el récord de 53 puntos, en condición de local. Heiner Mora hizo el único tanto al minuto 90' para la victoria 1-0 de los tibaseños. La vuelta se desarrolló el 8 de diciembre en el Estadio Morera Soto, juego en el que prevaleció el empate de 1-1. El resultado agregado terminó 1-2 a favor de los morados. Las finales fueron ante el Herediano; en la ida el futbolista volvió a anotar, donde el triunfo fue de 4-2. Para la vuelta la igualdad de 1-1 confirmó la obtención del campeonato «31» para su equipo.
En la primera fecha del Campeonato de Verano 2015, realizada el 18 de enero frente a AS Puma Generaleña en el Estadio Ricardo Saprissa, el lateral por la derecha marcó un gol al minuto 64', en la victoria de 3-2. El 1 de febrero, en la visita al Estadio El Labrador contra Uruguay de Coronado, Mora tuvo un golpe en la rodilla con el cancerbero rival Darryl Parker, por lo que salió físicamente afectado en la derrota de 2-1. Días después se le determinó una lesión grave de su extremidad. Durante la cirugía que se le realizó para corregir la fractura de menisco interno, también se le detectó una ruptura de un 50% de su ligamento cruzado anterior, por lo que quedó fuera de toda competencia para un tiempo aproximado a los seis meses. Únicamente sumó 4 participaciones con un tanto obtenido. Por otro lado, su conjunto no logró trascender a nivel internacional después de perder en cuartos de final contra el América de México. Además, los saprissistas no pudieron revalidar el título tras la pérdida en semifinales ante Alajuelense, con marcador global de 1-2.
Después de 177 días de recuperación, Mora fue titular en la primera jornada del Campeonato de Invierno 2015, el 2 de agosto frente a Belén en el Estadio Rosabal Cordero. Su regreso fue positivo al estar los 90 minutos, por la banda derecha, en el triunfo de 0-2, con goles de sus compañeros Deyver Vega y Ariel Rodríguez. El 12 de agosto, en la visita al Estadio Morera Soto contra Carmelita, Heiner solamente estuvo 7 minutos y fue reemplazado por Vega, a causa de una lesión. Pocos días después se le dictaminó una ruptura de uno de los meniscos, relacionado al ligamento cruzado anterior y del cartílago, misma complicación que presentó meses atrás. Con esto quedó fuera de acción por toda la temporada deportiva, y alcanzó una cifra de 3 compromisos disputados. Por otro lado, el conjunto tibaseño participó en la Concacaf Liga de Campeones, en la primera fecha del 20 de agosto frente al W Connection de Trinidad y Tobago; partido que finalizó con victoria 4-0. Cinco días después, se presentó el segundo cotejo de la competición internacional, contra el Santos Laguna de México. La anotación de Marvin Angulo por medio de un tiro libre, y el gol en propia meta de Néstor Araujo, hicieron que el resultado definitivo terminara con triunfo de 2-1. No obstante, el 16 de septiembre, los morados perdieron contra el equipo trinitario con marcador de 2-1, lo que repercutió, al día siguiente, en la rescisión de los contratos de Jeaustin Campos y José Giacone del banquillo. Dos días después, se confirmó a Douglas Sequeira como director técnico interino. El Saprissa no logró avanzar a la siguiente ronda del torneo de la Concacaf debido a una derrota de 6-1 frente al Santos Laguna. El 26 de octubre se hizo oficial la incorporación del entrenador Carlos Watson. El 9 de diciembre, su club aseguró la clasificación a la siguiente ronda del torneo tras derrotar 5-0 a Liberia, llegando de tercer lugar en la tabla de posiciones. El partido de ida de las semifinales se dio en el Estadio Ricardo Saprissa contra el Herediano, efectuado el 13 de diciembre. Las cifras de 3-0 favorecieron a equipo para la victoria. A pesar de la derrota 2-0 en el juego de vuelta, su club avanzó con marcador global de 2-3. El encuentro de ida de la final se desarrolló el 20 de diciembre y jugando de local contra Liga Deportiva Alajuelense; el resultado terminó 2-0 a favor de Saprissa y su compañero Francisco Calvo marcó ambos goles a los minutos 57' y 67'. El último partido se realizó tres días después en el Estadio Morera Soto, donde el marcador fue de triunfo 1-2, y las anotaciones fueron de Andrés Imperiale y Daniel Colindres para los morados. De esta manera, su equipo selló el campeonato y ganando de forma exitosa la estrella «32» en su historia.
La jornada 1 del Campeonato de Verano 2016 se efectuó el 17 de enero contra el conjunto de Belén, en el Estadio Ricardo Saprissa, con la responsabilidad de defender el título de campeón. Aunque su equipo empezó perdiendo desde el primer minuto del juego, logró remontar y ganar con marcador de 2-1, con goles de sus compañeros Daniel Colindres y David Ramírez; Mora siguió en recuperación. Al término de la etapa regular de la competencia, su club alcanzó la segunda posición de la tabla, por lo que clasificó a la ronda eliminatoria. El 30 de abril se efectuó la semifinal de ida en el Estadio Morera Soto ante Alajuelense; el marcador terminó en pérdida de 2-0. El 4 de mayo, su equipo llegó a la vuelta con la responsabilidad de revertir lo ocurrido. No obstante, el resultado finalizó de nuevo en derrota, siendo esta vez con cifras de 1-3, sumado a esto que el global fue de 1-5. Con lo obtenido en la serie, su club perdió la posibilidad de revalidar el título tras quedar eliminados.
En la primera fecha del Campeonato de Invierno 2016, su equipo hizo frente al recién ascendido San Carlos, el 16 de julio en el Estadio Nacional. Heiner Mora volvió a la titularidad en el empate de 3-3. El 24 de julio marcó su primer gol de la temporada, después de un año y seis meses, en la victoria de 4-0 sobre Carmelita. El 18 de agosto se inauguró la Concacaf Liga de Campeones donde su equipo, en condición de local, tuvo como adversario al Dragón de El Salvador. El lateral no fue convocado, y el resultado culminó con marcador abultado de 6-0 a favor de los morados. El 25 de agosto se desarrolló la segunda fecha de la competencia continental, de nuevo contra los salvadoreños, pero de visitante en el Estadio Cuscatlán. Tras los desaciertos de sus compañeros en acciones claras de gol, el resultado de 0-0 se vio reflejado al término de los 90 minutos. La tercera jornada del torneo del área se llevó a cabo el 14 de septiembre, en el Estadio Ricardo Saprissa contra el Portland Timbers de Estados Unidos. A pesar de que su club inició perdiendo desde el minuto 4', logró sobreponerse a la situación tras desplegar un sistema ofensivo. Los goles de sus compañeros Fabrizio Ronchetti y el doblete de Marvin Angulo, sumado a la anotación en propia del futbolista rival Jermaine Taylor, fueron suficientes para el triunfo de 4-2. El 19 de octubre se tramitó el último encuentro de la fase de grupos, por segunda vez ante los estadounidenses, en el Providence Park de Portland, Oregon. El jugador no fue tomado en cuenta, y el desenlace del compromiso finiquitó igualado a un tanto, dándole la clasificación de los morados a la etapa eliminatoria de la competencia. En el vigésimo segundo partido de la primera fase de la liga nacional, su conjunto enfrentó a Liberia en el Estadio Ricardo Saprissa. El marcador de 3-1 aseguró el liderato para su grupo con 49 puntos, y además un cupo para la cuadrangular final. El 7 de diciembre fue la cuarta presentación para los saprissistas en la última etapa del campeonato, teniendo a Alajuelense como el contrincante en condición de visita. El lateral emprendió en la titularidad, y se hizo con la anotación del empate de 1-1 al minuto 84'. El 15 de diciembre su equipo venció 2-0 al Herediano, para obtener el primer lugar de la tabla y así proclamarse campeón automáticamente. Con esto, los morados alcanzaron la estrella número «33» en su historia y Mora logró el quinto título de liga en su carrera. Estadísticamente, contabilizó 14 apariciones y concretó dos goles, para un total de 1104 minutos disputados.
Para el inicio del Campeonato de Verano 2017 que se llevó a cabo el 8 de enero, el equipo saprissista tuvo la visita al Estadio Carlos Ugalde, donde enfrentó a San Carlos. Por su parte, Heiner Mora apareció como titular y salió como relevo por Marvin Loría al minuto 68'. El marcador fue con derrota de 1-0. La reanudación de la Liga de Campeones de la Concacaf, en la etapa de ida de los cuartos de final, tuvo lugar el 21 de febrero, fecha en la que su club recibió al Pachuca de México en el Estadio Ricardo Saprissa. El lateral fungió en el once estelar, fue amonestado al minuto 31' y el trámite del encuentro se consumió en empate sin anotaciones. El 28 de febrero fue el partido de vuelta del torneo continental, en el Estadio Hidalgo. Las cifras finales fueron de 4-0 a favor de los Tuzos. El 19 de marzo concretó su primer tanto del certamen nacional, de local contra el Herediano. El lateral tomó ventaja del tiro de esquina ejecutado por Marvin Angulo, al minuto 73', para empalmar un cabezazo dentro la portería de Leonel Moreira. Posteriormente su compañero Randy Chirino amplió el resultado para la victoria de 2-0. El 12 de abril, en el áspero partido contra Pérez Zeledón en el Estadio Ricardo Saprissa, su club estuvo por debajo en el marcador por el gol del adversario en tan solo cuatro minutos después de haber iniciado el segundo tiempo. El bloque defensivo de los generaleños le cerró los espacios a los morados para desplegar el sistema ofensivo del entrenador Carlos Watson, pero al minuto 85', su compañero Daniel Colindres brindó un pase filtrado al uruguayo Fabrizio Ronchetti para que este definiera con un remate de pierna izquierda. Poco antes de finalizada la etapa complementaria, el defensor Dave Myrie hizo el gol de la victoria 2-1. Con este resultado, los saprissistas aseguraron el liderato del torneo a falta de un compromiso de la fase de clasificación. A causa de la derrota 1-2 de local ante el Santos de Guápiles, su equipo alcanzó el tercer puesto de la cuadrangular y por lo tanto quedó instaurado en la última instancia al no haber obtenido nuevamente el primer sitio. El 17 de mayo se desarrolló el juego de ida de la final contra el Herediano, en el Estadio Rosabal Cordero. El lateral completó la totalidad de los minutos en la pérdida de 3-0. En el partido de vuelta del 21 de mayo en el Estadio Ricardo Saprissa, los acontecimientos que liquidaron el torneo fueron de fracaso con números de 0-2 a favor de los oponentes, y un agregado de 0-5 en la serie global. Tres días después amplió su contrato hasta mayo de 2018.
El comienzo de su conjunto en el Torneo de Apertura 2017 se produjo el 30 de julio como local en el Estadio "Fello" Meza de Cartago contra Carmelita. Por otro lado, el jugador quedó fuera de convocatoria y el marcador culminó en victoria con cifras de 4-2. Debutó de manera formal el 6 de agosto en la visita ante Pérez Zeledón, ingresando de cambio por David Ramírez al minuto 74'. Mora logró su primer gol el 19 de noviembre sobre Liberia, para el triunfo por goleada 1-5. Los saprissistas avanzaron a la cuadrangular en el segundo sitio con 43 puntos, y al cierre de la misma, el conjunto tibaseño quedó sin posibilidades de optar por el título. El defensa terminó su participación con veinticuatro presencias y solamente logró un tanto.
Con miras al Torneo de Clausura 2018, su equipo cambió de entrenador debido al retiro de Carlos Watson, siendo Vladimir Quesada —quien fuera el asistente la campaña anterior— el nuevo estratega. Heiner apareció como titular y completó la totalidad de los minutos en la primera fecha ante Liberia, el 7 de enero en el Estadio Edgardo Baltodano. Los morados ganaron el juego por 0-3. El 20 de mayo se proclama campeón del torneo con su club tras vencer al Herediano en la tanda de penales —partido en el cual Mora salió expulsado al minuto 28'—. Alcanzó diecisiete apariciones en este periodo.
Arrastró una sanción de tres partidos por la expulsión del último duelo que disputó y cuando terminó su castigo debió esperar desde la suplencia hasta el 26 de agosto, en el juego correspondiente a la fecha seis del Torneo de Apertura 2018 donde su club enfrentó a Guadalupe en el Estadio Ricardo Saprissa. Mora debutó al ingresar de cambio al minuto 28' por Alexander Robinson y el marcador selló el triunfo de los morados por 2-0. Concluyó el certamen con doce apariciones y aportó una asistencia.
El 22 de mayo de 2019, se hace oficial la salida de Mora del equipo, esto tras no llegar a un acuerdo de renovación de contrato.

### Pérez Zeledón
El 29 de mayo de 2019, Mora se convirtió en nuevo refuerzo del Pérez Zeledón por el periodo de un torneo corto.

### Asociación Deportiva Barrio México
Se hace oficial su fichaje con el Asociación Deportiva Barrio México el 1 de julio de 2020 de la Segunda División de Costa Rica. El 7 de julio de 2021 se queda sin club de manera inactiva.

## Selección costarricense

### Selección absoluta
Heiner Mora debutó como internacional absoluto con su país el 3 de septiembre de 2010, en el encuentro amistoso frente al combinado de Panamá en el Estadio Rommel Fernández. En esa oportunidad se desempeñó como lateral derecho los 90 minutos y el empate a dos tantos definió el juego. 
Bajo las órdenes del director técnico Ricardo La Volpe, el defensa fue relevado por Roy Smith al minuto 82', en el compromiso frente a Perú del 8 de octubre, en el Estadio Alejandro Villanueva. El resultado fue de pérdida 2-0. El 17 de noviembre estuvo por 46 minutos en el empate 0-0 contra Jamaica.

#### Copa Centroamericana 2011
Su primera competición regional fue la Copa Centroamericana 2011, la cual se desarrolló completamente en el Estadio Rommel Fernández, de territorio panameño. Debutó oficialmente el 16 de enero, por la fecha 2 del grupo B ante Guatemala. El lateral entró por Cristian Gamboa a partir del segundo tiempo, y el marcador culminó con victoria de 0-2. Su país avanzó a la etapa de eliminación como segundo lugar con 4 puntos. En las semifinales, los costarricenses clasificaron a la última instancia después de derrotar al anfitrión Panamá en penales. Sin embargo, la derrota de 2-1 frente a los hondureños confirmó el subcampeonato para su selección.
| Copa                      | Sede   | Resultado  |
| ------------------------- | ------ | ---------- |
| Copa Centroamericana 2011 | Panamá | Subcampeón |

El 9 de febrero de 2011, la escuadra de los Ticos visitaron el Estadio José Antonio Anzoátegui, para tener como adversario a Venezuela. En esta ocasión, fue titular los 90 minutos, y el resultado fue de empate a dos anotaciones. El 26 de marzo estuvo por 4 minutos en la inauguración del nuevo Estadio Nacional, en la igualdad de 2-2 contra China. Tres días después fue titular en el enfrentamiento de local ante Argentina, y salió como reemplazo por César Elizondo al minuto 78'. El marcador acabó sin goles. El 29 de mayo fue parte del juego ante Nigeria, donde Heiner fue partícipe en la victoria de 1-0. Posteriormente, se conoció que este cotejo no fue avalado ni tomado en cuenta por la FIFA como encuentro internacional clase A, debido a que ambas selecciones fueron representadas por futbolistas Sub-23.

#### Copa de Oro 2011
En junio de 2011 fue convocado por el entrenador argentino para disputar la Copa de Oro de la Concacaf en Estados Unidos. Su primer gol se dio en la victoria de 5-0 sobre Cuba. Luego el empate a un tanto contra El Salvador, y la derrota de 4-1 ante México, clasificaron a su conjunto como segundo lugar del grupo B, con 4 puntos. No obstante, su país perdió en penales el 18 de junio frente a Honduras en cuartos de final, quedando eliminado.
| Copa             | Sede           | Resultado        |
| ---------------- | -------------- | ---------------- |
| Copa de Oro 2011 | Estados Unidos | Cuartos de final |

#### Copa América 2011
El 2 de julio de 2011 se inauguró la Copa América para su selección, la cual se desarrolló en la Argentina. El primer compromiso tuvo como escenario deportivo el Estadio 23 de Agosto contra Colombia. El lateral fue titular y el marcador finalizó en derrota de 1-0. Cinco días después fue partícipe en la victoria de 0-2 sobre Bolivia. No obstante, la pérdida de 3-0 ante el anfitrión Argentina, eliminó a su conjunto en fase de grupos, con 3 puntos.
| Copa              | Sede      | Resultado      |
| ----------------- | --------- | -------------- |
| Copa América 2011 | Argentina | Fase de grupos |

El 11 de agosto de 2011, su selección jugó contra Ecuador en el Estadio Nacional. Mora fue titular los 90 minutos en la derrota de 0-2, lo que significó la salida del director técnico La Volpe. El 7 de octubre fue tomado en consideración por el nuevo entrenador Jorge Luis Pinto, en el compromiso ante Brasil en territorio costarricense. Apareció como titular y fue expulsado al minuto 84'; el resultado fue de pérdida 0-1.
El 1 de junio de 2012, fue parte de la nómina que viajó al Estadio Mateo Flores para tener como rival a Guatemala. En esta oportunidad, Heiner estuvo por 52 minutos, fue reemplazado por Néstor Monge y el marcador acabó en derrota de 1-0.
Mora fue convocado para los dos primeros partidos de la cuadrangular eliminatoria hacia el Mundial de 2014, permaneciendo en el banquillo en el empate a dos tantos ante El Salvador, y jugando 17 minutos en la victoria de 0-4 sobre Guyana.
El 15 de agosto de 2012 estuvo en el encuentro de carácter amistoso frente a Perú, de local en el Estadio Nacional. El entrenador colombiano Jorge Luis Pinto colocó a Heiner en la titularidad, pero fue reemplazado por José Salvatierra al minuto 69' y el resultado concluyó en derrota de 0-1.
El 12 de mayo de 2014, Pinto lo incluyó en la convocatoria preliminar con miras a la Copa Mundial de Brasil. Finalmente, Mora fue incluido en la nómina definitiva de 23 jugadores el 30 de mayo. El 2 de junio, se dio uno de los dos últimos amistosos previos al mundial, el defensa quedó en la suplencia en el juego frente a Japón, el cual terminaría en derrota 1-3. Cuatro días después, su selección enfrentó a Irlanda en el PPL Park de Estados Unidos; Mora participó los 90 minutos en el empate a un gol. El 10 de junio sufrió una lesión en su pierna derecha que lo dejó fuera de la competencia. Su lugar fue tomado por Dave Myrie.
El 17 de marzo de 2017, el estratega Óscar Ramírez realizó la nómina de jugadores para la reanudación de la Eliminatoria Mundialista de Concacaf. El defensa fue tomado en cuenta después de 2 años y 9 meses de ausencia. El 24 de marzo fue el primer compromiso ante México en el Estadio Azteca. El tanto tempranero del rival al minuto 6' y el gol al cierre de la etapa inicial fueron fulminantes en el marcador definitivo con derrota de 2-0. Con este resultado, su nación sufrió el primer revés de la competencia cuya valla invicta acabó en 186 minutos. La segunda visita de esta fecha FIFA se desarrolló cuatro días después contra Honduras en el Estadio Francisco Morazán. El cotejo se caracterizó por el clima caluroso de la ciudad de San Pedro Sula, ya que el cotejo fue en horas de la tarde, también del controversial arbitraje del salvadoreño Joel Aguilar al no sancionar acciones de penal a ambas escuadras. La situación de su conjunto se volvió un poco áspera por el gol transitorio del contrincante al minuto 35'. Con el reacomodo en la zona de centrocampistas, su selección tuvo más control del balón y al minuto 68' su compañero Christian Bolaños, quien había entrado de relevo, ejecutó un tiro de esquina que llegó a la cabeza de Kendall Waston, el cual aprovechó su altura para conseguir la anotación que terminó siendo el empate.

## Estadísticas

### Clubes
Actualizado al último partido jugado el 6 de abril de 2019.
| Santos de Guápiles Costa Rica |               |               |     |    |   |   |   |     |     |    |
| 1.ª | 2003-04       | 29            | 1   | —  | — | — | — | 29  | 1   |    |
| 1.ª | 2004-05       | 24            | 1   | —  | — | — | — | 24  | 1   |    |
| 1.ª | 2005-06       | 19            | 0   | —  | — | — | — | 19  | 0   |    |
| 1.ª | 2006-07       | 24            | 1   | —  | — | — | — | 24  | 1   |    |
| Total club | Total club    | 96            | 3   | —  | — | — | — | 96  | 3   |    |
| Brujas F. C. Costa Rica |               |               |     |    |   |   |   |     |     |    |
| 1.ª | 2007-08       | 2             | 0   | —  | — | — | — | 2   | 0   |    |
| Total club | Total club    | 2             | 0   | —  | — | — | — | 2   | 0   |    |
| C. F. Universidad de Costa Rica Costa Rica |               |               |     |    |   |   |   |     |     |    |
| 1.ª | 2007-08       | 16            | 0   | —  | — | — | — | 16  | 0   |    |
| 1.ª | 2008-09       | 12            | 1   | —  | — | — | — | 12  | 1   |    |
| Total club | Total club    | 28            | 1   | —  | — | — | — | 28  | 1   |    |
| A. D. Barrio México Costa Rica |               |               |     |    |   |   |   |     |     |    |
| 2.ª | 2008-09       | ?             | ?   | —  | — | — | — | ?   | ?   |    |
| Total club | Total club    | ?             | ?   | —  | — | — | — | ?   | ?   |    |
| Brujas F. C. Costa Rica |               |               |     |    |   |   |   |     |     |    |
| 1.ª | 2009-10       | 36            | 2   | —  | — | — | — | 36  | 2   |    |
| 1.ª | 2010-11       | 13            | 1   | —  | — | 2 | 0 | 15  | 1   |    |
| Total club | Total club    | 49            | 3   | —  | — | 2 | 0 | 51  | 3   |    |
| Santos de Guápiles Costa Rica |               |               |     |    |   |   |   |     |     |    |
| 1.ª | 2010-11       | 11            | 0   | —  | — | — | — | 11  | 0   |    |
| Total club | Total club    | 11            | 0   | —  | — | — | — | 11  | 0   |    |
| Deportivo Saprissa Costa Rica |               |               |     |    |   |   |   |     |     |    |
| 1.ª | 2011-12       | 14            | 0   | —  | — | — | — | 14  | 0   |    |
| Total club | Total club    | 14            | 0   | —  | — | — | — | 14  | 0   |    |
| Hønefoss B. K. Noruega |               |               |     |    |   |   |   |     |     |    |
| 1.ª | 2012          | 26            | 2   | 1  | 2 | — | — | 27  | 4   |    |
| 1.ª | 2013          | 8             | 1   | 2  | 1 | — | — | 10  | 2   |    |
| Total club | Total club    | 34            | 3   | 3  | 3 | — | — | 37  | 6   |    |
| Belén F. C. Costa Rica |               |               |     |    |   |   |   |     |     |    |
| 1.ª | 2013-14       | 10            | 3   | —  | — | — | — | 10  | 3   |    |
| Total club | Total club    | 10            | 3   | —  | — | — | — | 10  | 3   |    |
| Deportivo Saprissa Costa Rica |               |               |     |    |   |   |   |     |     |    |
| 1.ª | 2013-14       | 16            | 1   | —  | — | — | — | 16  | 1   |    |
| 1.ª | 2014-15       | 25            | 5   | 0  | 0 | 1 | 1 | 26  | 6   |    |
| 1.ª | 2015-16       | 3             | 0   | 0  | 0 | 0 | 0 | 3   | 0   |    |
| 1.ª | 2016-17       | 38            | 3   | —  | — | 2 | 0 | 40  | 3   |    |
| 1.ª | 2017-18       | 41            | 1   | —  | — | 2 | 0 | 43  | 1   |    |
| 1.ª | 2018-19       | 22            | 0   | —  | — | 0 | 0 | 22  | 0   |    |
| Total club | Total club    | 145           | 10  | 0  | 0 | 5 | 1 | 150 | 11  |    |
| Total carrera | Total carrera | Total carrera | 389 | 23 | 3 | 3 | 7 | 1   | 399 | 27 |
| (1) Incluye datos de la Copa de Noruega (2012-13) / Torneo de Copa (2014-15). (2) Incluye datos de la Liga de Campeones de la Concacaf (2010-19). (3) No incluye goles en partidos amistosos. |               |               |     |    |   |   |   |     |     |    |

### Goles internacionales
| Núm. | Fecha              | Lugar                                  | Rival | Gol | Resultado | Competición                     |
| ---- | ------------------ | -------------------------------------- | ----- | --- | --------- | ------------------------------- |
| 1    | 5 de junio de 2011 | Cowboys Stadium, Texas, Estados Unidos | Cuba  | 4-0 | 5-0       | Copa de Oro de la Concacaf 2011 |

## Palmarés

### Títulos nacionales
| Título                         | Club               | País       | Año  |
| ------------------------------ | ------------------ | ---------- | ---- |
| Primera División de Costa Rica | Brujas F.C.        | Costa Rica | 2009 |
| Primera División de Costa Rica | Deportivo Saprissa | Costa Rica | 2014 |
| Primera División de Costa Rica | Deportivo Saprissa | Costa Rica | 2014 |
| Primera División de Costa Rica | Deportivo Saprissa | Costa Rica | 2015 |
| Primera División de Costa Rica | Deportivo Saprissa | Costa Rica | 2016 |
| Primera División de Costa Rica | Deportivo Saprissa | Costa Rica | 2018 |